# New Zealands nationalvåben
Til højre vises New Zealands nationalvåben.
Indtil 1911 brugte New Zealand samme nationalvåben som Storbritannien. Siden landet fik sit eget nationalvåben i 1911 har New Zealands nationalvåben forblevet det samme til den dag i dag, dog med mindre ændringer i 1956.
Siden 1911 er det centrale skjold forblevet uændret: et firedelt skjold hvor der i den først kvarte del vises fire stjerner som repræsenterer Sydkorset, som det vises på nationalflaget, men med stjernerne i andre proportioner; i den anden kvarte del repræsenterer et gyldent skind landsbrugsindustrien ; i den tredje repræsenterer et kornneg også landbruget ; og i den fjerde repræsenterer to hammere minedriften og industrien. Mellem disse går en bred, hvid lodret stribe med tre skibe som repræsenterer handelen over havet og newzealændernes immigrantnatur.
Skjoldet støttes af to figurer, en blond Pākehā (Europæisk) kvinde som holder det newzealandske flag, og en Māori kriger som holder en taiaha (Māori stav). På toppen af skjoldet sidder Edvardskronen , og under skjoldet er to blade fra en Cyathea dealbata og en skriftrulle med ordene "New Zealand".